# Ubon Ratchathani (província)

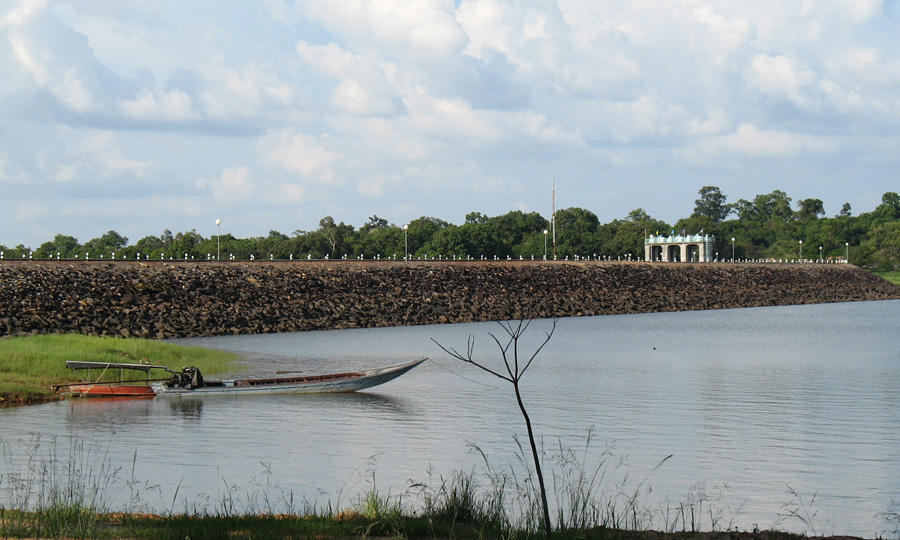
Reservatório de Sirindhorn, Amphoe Sirindhorn

Ubon Ratchathani é uma província da Tailândia. Sua capital é a cidade de Ubon Ratchathani.

## Distritos
A província está subdividida em 20 distritos (amphoes) e 5 distritos menores (king Amphoes). Os distritos estão por sua vez divididos em 219 comunas (tambons) e estas em 2.469 povoados (moobans). Os números faltantes abaixo são os distritos que formaram a província de Amnat Charoen em 1993.
| 1.  | Mueang Ubon Ratchathani |
| 2.  | Si Mueang Mai           |
| 3.  | Khong Chiam             |
| 4.  | Khueang Nai             |
| 5.  | Khemarat                |
| 7.  | Det Udom                |
| 8.  | Na Chaluai              |
| 9.  | Nam Yuen                |
| 10. | Buntharik               |
| 11. | Trakan Phuet Phon       |

| 12. | Kut Khaopun      |
| 14. | Muang Sam Sip    |
| 15. | Warin Chamrap    |
| 19. | Phibun Mangsahan |
| 20. | Tan Sum          |
| 21. | Pho Sai          |
| 22. | Samrong          |
| 24. | Don Mot Daeng    |
| 25. | Sirindhorn       |
| 26. | Thung Si Udom    |

|  |